# Minuartia californica
Minuartia californica är en nejlikväxtart som först beskrevs av Samuel Frederick Gray, och fick sitt nu gällande namn av Johannes Mattfeld. Minuartia californica ingår i släktet nörlar, och familjen nejlikväxter. Inga underarter finns listade i Catalogue of Life.